# Turks (serie televisiva)
Turks  è una serie televisiva statunitense in 13 episodi trasmessi per la prima volta nel corso di una sola stagione nel 1999.
È una serie del genere poliziesco incentrata sulle vicende di una famiglia di origini irlandesi di Chicago, i Turk, in cui il padre Joseph e due figli, Mike e Joey jr., sono poliziotti.

## Personaggi e interpreti

### Personaggi principali
- Sergente Joseph Turk (13 episodi, 1999), interpretato da	William Devane.
- Mike Turk (13 episodi, 1999), interpretato da	David Cubitt.
- Joey Turk (13 episodi, 1999), interpretato da	Matthew John Armstrong.
- Paul Turk (13 episodi, 1999), interpretato da	Michael Muhney.
- Mary Turk (13 episodi, 1999), interpretata da	Helen Carey.
- Erin Turk (13 episodi, 1999), interpretata da	Sarah Trigger.
- Ginny (13 episodi, 1999), interpretata da	Ashley Crow.
- Dennis  (13 episodi, 1999), interpretato da	Mike Bacarella.

### Personaggi secondari
- Cliff (9 episodi, 1999), interpretato da	Paul Adelstein.
- Leigh Dixon (9 episodi, 1999), interpretata da	Jacqueline Williams.
- Carolyn (6 episodi, 1999), interpretata da	Lisa Brenner.
- Richard Fenwick (5 episodi, 1999), interpretato da	Dan Conway.
- Padre Tom (5 episodi, 1999), interpretato da	Tim Grimm.
- Christa Pierce (4 episodi, 1999), interpretata da	Jennifer Anglin.
- Don Jr. (4 episodi, 1999), interpretato da	Hank Johnston.
- Jerry Simon (3 episodi, 1999), interpretato da	Tim Decker.
- Benny Salvatore (3 episodi, 1999), interpretato da	Dick Gjonola.
- Melissa (3 episodi, 1999), interpretata da	Joey Honsa.
- ufficiale Polito (3 episodi, 1999), interpretato da	Tom Keevers.
- capitano Addario (3 episodi, 1999), interpretato da	Richard Pickren.
- Tom Evans (3 episodi, 1999), interpretato da	Randy Steinmeyer.
- Vincent Roberts (3 episodi, 1999), interpretato da	Christian Stolte.
- Mario (2 episodi, 1999), interpretato da	Dominic Capone.
- ufficiale Ben Cleamons (2 episodi, 1999), interpretato da	Lorenzo Clemons.
- Adrian Greenwood (2 episodi, 1999), interpretato da	Marilyn Dodds Frank.
- ufficiale Tom May (2 episodi, 1999), interpretato da	Leonard Roberts.
- detective Burnett (2 episodi, 1999), interpretato da	Phillip Edward Van Lear.
- ufficiale Verdi (2 episodi, 1999), interpretato da	Cedric Young.

## Produzione
La serie, ideata da Robert Singer, fu prodotta da December 3rd Productions e Studios USA Television e girata a Chicago. Le musiche furono composte da Brad Fiedel.

### Registi
Tra i registi della serie sono accreditati:
- Chris Long (3 episodi, 1999)
- Philip Sgriccia (3 episodi, 1999)
- David Grossman
- Jim Michaels
- Jim Pohl
- Robert Singer

## Distribuzione
La serie fu trasmessa negli Stati Uniti dal 21 gennaio 1999 al 23 aprile 1999 sulla rete televisiva CBS. In Italia è stata trasmessa dal settembre del 2003 su Rete 4 con il titolo Turks.
Alcune delle uscite internazionali sono state:
- negli Stati Uniti il 21 gennaio 1999 (Turks)
- in Finlandia (Chicagon poliisit)
- in Spagna (Los Turk)
- in Italia (Turks)

## Episodi
| Stagione       | Episodi | Prima TV USA |
| -------------- | ------- | ------------ |
| Prima stagione | 13      | 1999         |